# دونگی پترووتسی
دونگی پترووتسی (به صربی: Donji Petrovci) یک منطقهٔ مسکونی در صربستان است که در روما واقع شده‌است. دونگی پترووتسی ۹۹۱ نفر جمعیت دارد.

## تاریخچه

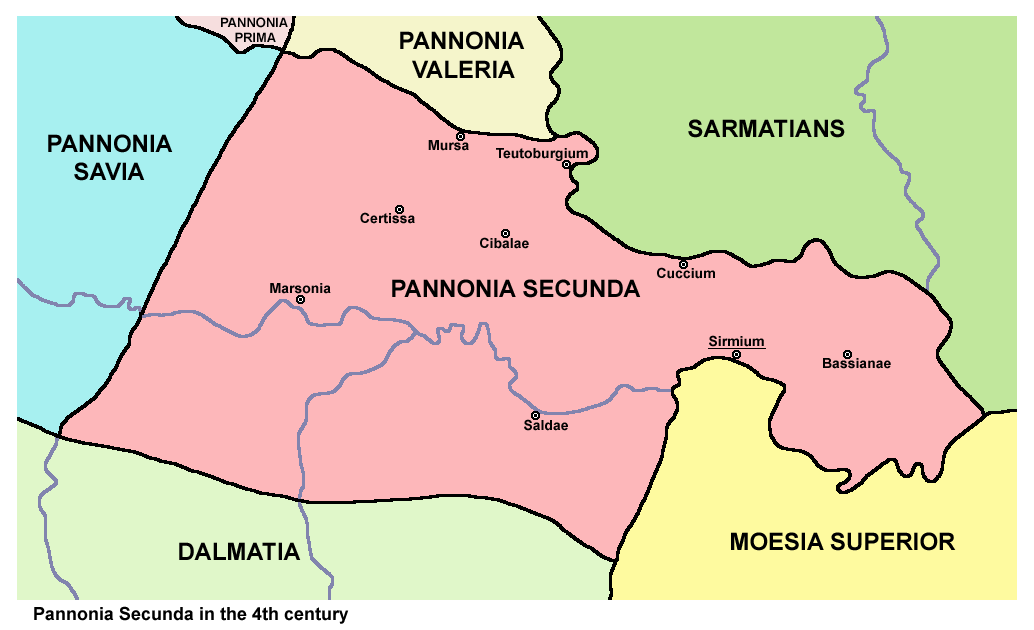
نقشه استان پانونیای ثانی با شهرهای بزرگی، همچون باسیانا

در دوران باستان، یک شهر مهم رومی معروف به باسیانا در این مکان وجود داشته‌است. امروزه تنها مقدار کمی از این آبادی باستانی باقی مانده‌است. باسیانا به عنوان یک شهر مستقل در قرن ۱ و تا قرن ۶ وجود داشته‌است. در سال ۱۲۴ پس از میلاد وضعیت شهرداری را بدست آورد، در حالی که در سال ۲۱۴ پس از میلاد به عنوان مستعمره ثبت شد. در ابتدا، این شهر بخشی از استان پانونیا بود، اما به دلیل تقسیمات بعدی این استان، باسیانا در پانونیای سفلی (قرن ۲) و بعداً در پانونیای ثانی (قرن ۳) قرار گرفت. باسیانا در جریان حملات بربرها در قرن ۵–۶ ویران شد.
دهکدهٔ مدرن دونجی پترووچی نخستین‌بار در سال ۱۵۲۰، در زمان مدیریت پادشاهی قرون وسطای مجارستان، با این نام ذکر شده‌است. پس از آن در سال ۱۵۲۶، بعنوان بخشی از امپراتوری عثمانی و سپس در ۱۵۲۷–۱۵۳۰ به تابعیت صرب دوک در سیرمیا، تحت حکومت رادوسلاو چلنیک درآمد. بعداً، این دهکده وارد ضمائم عثمانی در سیرمیا، که بخشی از ایالت بودین بود، شد.
به دنبال پیمان پاساروویتز از سال ۱۷۱۸، این روستا از امپراتوری عثمانی به سلطنت هابسبورگ منتقل شد. این روستا تا سال ۱۷۴۵ تحت مدیریت نظامی بود و از سال ۱۷۴۵ بخشی از شهرستان سیرمیا در پادشاهی اسلاونیای هابسبورگ بود (این پادشاهی از نظر اداری بخشی از هر دو کشور بود، پادشاهی هابسبورگ کرواسی و پادشاهی هابسبورگ مجارستان). در سال ۱۸۲۸، روستا عمدتاً توسط مسیحیان ارتدکس آباد بود. در ۱۸۴۸–۱۸۴۹، این روستا بخشی از وووودینای خودمختار صرب بود و از ۱۸۴۹ تا ۱۸۶۰ بخشی از ویوشیپ صربستان و بانات تمشوار بود، که پادشاهی هابسبورگ جداگانه بود. پس از لغو تابعیت دوگانهٔ هاسبورگ در سال ۱۸۶۰، این دهکده مجدداً وارد شهرستان سیرمیای پادشاهی اسلاونیا شد (در این زمان پادشاهی اسلاونیا تاج و تخت هابسبورگ کاملاً جداگانه ای داشت). به دنبال حل و فصل اختلافات مرزی کرواسی – مجارستان از سال ۱۸۶۸، پادشاهی اسلاونیا و پادشاهی کرواسی به پادشاهی کرواسی اسلاونیا که از نظر اداری بخشی از پادشاهی مجارستان و اتریش-مجارستان تازه تأسیس بود، پیوستند. در سال ۱۹۱۰، این روستا دارای اکثریت قومی صربی و اقلیت مجارستانی بود.
پس از فروپاشی اتریش-مجارستان در سال ۱۹۱۸، این دهکده ابتدا بخشی از کشور اسلوونی، کروات و صرب، سپس بخشی از پادشاهی صربستان و سرانجام بخشی از پادشاهی صرب‌ها، کروات‌ها و اسلوونی‌ها شد (بعداً به یوگسلاوی تغییر نام یافت) از ۱۹۱۸ تا ۱۹۲۲، این روستا بخشی از شهرستان سیرمیا، از ۱۹۲۲ تا ۱۹۲۹ بخشی از استان سیرمیا و از ۱۹۲۹ تا ۱۹۴۱ بخشی از دانوب بانووینا بود. از سال ۱۹۴۱ تا ۱۹۴۴، این روستا توسط نیروهای متحدین اشغال شد و به دولت مستقل کرواسی پاولیچ پیوست. در سال ۱۹۴۴، شوروی، پارتیزان‌های ارتش سرخ و یوگسلاوی، نیروهای متحدین را از منطقه بیرون کردند و این روستا در یوگسلاوی سوسیالیستی جدید به استان خودمختار وووودینا گنجانده شد. از سال ۱۹۴۵، ووودودینا بخشی از جمهوری خلق صربستان در داخل یوگسلاوی شد.

## جمعیت‌شناسی

### گروه‌های قومی
در سال ۲۰۰۲، جمعیت روستا شامل موارد زیر بود:
- صرب = ۹۰۲ نفر
- رومانی = ۵۵ نفر
- دیگران = ۳۴ نفر

### جمعیت تاریخی
- ۱۹۶۱: ۱۰۱۵ نفر
- ۱۹۷۱: ۹۴۴ نفر
- ۱۹۸۱: ۸۴۲ نفر
- ۱۹۹۱: ۸۴۳ نفر
- ۲۰۰۲: ۹۹۱ نفر